# Толсторылая присоска
Толсторылая присоска, или толсторылая уточка, или уточка (лат. Lepadogaster candolii), — вид лучепёрых рыб из семейства присосковых (Gobiesocidae). Распространены в северо-восточной части Атлантического океана.

## Описание
Тело толсторылой присоски в передней части сплюснуто в спинно-брюшном направлении, без чешуи, покрыто слизью.  Голова удлинённая, рыло широкое с закруглённым концом. Передние ноздри имеют вид коротких трубочек. Мелкие заострённые зубы расположены в виде пучка в передней части челюстей, а далее идут в один ряд. Спинной и анальный плавники с длинными основаниями, не соединяются с хвостовым плавником. В спинном плавнике 13—17 мягких лучей, а в анальном — 8—11 мягких лучей. В широких грудных плавниках 24—29 мягких лучей, края плавников закруглённые. Брюшные плавники видоизменены в прикрепительный диск. Хвостовой плавник закруглённый. 
Выражен половой диморфизм в окраске. Тело самок окрашено в жёлто-зелёный или серо-зелёный цвет, иногда между глазами имеются синие линии, брюхо красноватое. Спина самцов красноватая, часто с полосками; на голове пятна интенсивного красного цвета, на рыле иногда есть поперечные полоски.
Максимальная длина тела 7,5 см.

## Биология
Морские придонные рыбы. Обитают у каменистых берегов среди бурых водорослей, часто в приливной зоне. Ведут малоподвижный образ жизни, прикрепляясь диском к камням и водорослям, в небольших пещерах вместе с морскими  ежами .
Нерестятся с апреля до июля. Икра овальной формы, размером 1,2 x 1,1 мм, желтовато-оранжевого цвета. Откладывается на основания камней. Родители охраняют кладку.

## Ареал
Распространены в северо-восточной части Атлантического океана от Британских островов до Сенегала, включая Канарские острова и Мадейру. Встречаются в Средиземном, Адриатическом, Эгейском, Мраморном и Чёрном морях.